# Conogonia affinis
Conogonia affinis är en insektsart som beskrevs av Schmidt 1926. Conogonia affinis ingår i släktet Conogonia och familjen dvärgstritar. Utöver nominatformen finns också underarten C. a. dorsalis.